# Giulio Sacchi
Giulio Antonio Sacchi (Fiumefreddo Bruzio, 18 aprile 1675 – tra il 2 e il 31 luglio 1738) è stato un vescovo cattolico italiano.

## Biografia
Il 14 febbraio 1724 papa Innocenzo XIII lo nominò vescovo di Monopoli e il 20 febbraio venne consacrato vescovo dal cardinale Juan Álvaro Cienfuegos Villazón, co-consacranti il cardinale Prospero Marefoschi e l'arcivescovo Tommaso Cervini.
Durante il suo mandato non partecipò, per motivi di salute, al Concilio provinciale lateranense del 1725; al suo posto inviò un suo procuratore.
Morì nel 1738.

## Genealogia episcopale
La genealogia episcopale è:
- Cardinale Sigismund von Kollonitz
- Cardinale Michele Federico Althann
- Cardinale Juan Álvaro Cienfuegos Villazón, S.I.
- Vescovo Giulio Sacchi